# تيدي براون
تيدي براون (بالإنجليزية: Teddy Brown)‏ هو فنان إيقاعي أمريكي، ولد في 1900، وتوفي في 1946.

## وصلات خارجية
- تيدي براون على موقع IMDb (الإنجليزية)
- تيدي براون على موقع قاعدة بيانات الفيلم (الإنجليزية)